# Московит (блюдо)
Москови́т (также москви́то, москови́к) — кондитерское изделие, популярное в Российской империи. Представляло собой фруктовое желе, приготовленное в специальной форме. Его особенность заключалась в том, что края желе были заморожены, а центр оставался застывшим, как у обычного желе. Это делало десерт двухслойным и двухцветным.

## Приготовление
Сахар-рафинад заливается водой. После недолгой варки получившийся сироп переливается в фарфоровую или каменную чашку. Желатин, заранее отмоченный в холодной воде, опускается в горячий сироп. Полученная жидкость перемешивается, чтобы желатин равномерно разошёлся. В сироп засыпается цедра лимона и апельсина, туда же вливается сок, выжатый из 3 апельсинов и 2 лимонов. Обязательно, чтобы сок был прозрачным, без мякоти. Остывшее желе процеживается через мокрую салфетку или марлю, затем переливается в специальную форму. После этого её необходимо поставить в морозильную камеру или в лёд. Когда желе начнет застывать, необходимо начать вращать форму, чтобы желе замерзло с краёв. Готовое желе вынуть на блюдо и немедленно подавать. А чтобы желе получилось двухцветным (с краев белое, а внутри красное), рекомендовалось использовать белый и красный желатин. Также в банкетных меню XIX века встречается ананасный и земляничный московит.
Для приготовления желе-московит раньше использовали специальную «московитную» форму с крышкой. Чтобы заморозить желе, его помещали в маленькую формочку, а ту — в форму побольше. В большую ёмкость бросали лёд с солью или селитрой. Лёд таял снаружи желе, превращался в воду, охлаждая желе по краям. А чтобы химикаты не попадали в блюдо, и была необходима специальная крышка.